# Erik Shuranov
Erik Shuranov (ukrainisch Ерік Шуранов ‚Erik Schuranow‘; * 22. Februar 2002 in Bamberg) ist ein deutsch-ukrainischer Fußballspieler. Aktuell steht der Stürmer beim 1. FC Schweinfurt 05 in der 3. Liga unter Vertrag und ist ehemaliger deutscher U21-Nationalspieler.

## Karriere

### Im Verein
Shuranov begann in jungem Alter beim FC Bayern Kickers Nürnberg mit dem Fußballspielen, ehe er zur Saison 2010/11 in das Nachwuchsleistungszentrum des 1. FC Nürnberg wechselte. In der Saison 2018/19 erzielte er für die B1-Junioren (U17) in der B-Junioren-Bundesliga in 16 Spielen 13 Tore. Aufgrund seiner guten Leistungen wurde der Stürmer parallel bei den A-Junioren (U19) in der A-Junioren-Bundesliga eingesetzt und erzielte in 13 Spielen 5 Tore. Zur Saison 2019/20 rückte Shuranov fest in die U19 auf, die in die A-Junioren-Bayernliga abgestiegen war. Sein Team schaffte allerdings den direkten Wiederaufstieg. In der Saison 2020/21, seiner letzten Spielzeit bei den Junioren, erzielte Shuranov in den ersten 3 Spielen der A-Junioren-Bundesliga 7 Tore. Daher wurde er anschließend 3-mal in der zweiten Mannschaft in der viertklassigen Regionalliga Bayern eingesetzt und erzielte ein Tor. Ab November 2020 konnten die A-Junioren-Bundesliga und die Regionalliga Bayern aufgrund der COVID-19-Pandemie nicht mehr fortgesetzt werden. In der Folge wurde der 18-Jährige vom Cheftrainer Robert Klauß in die Profimannschaft beordert. Am 13. Dezember 2020 debütierte Shuranov in der 2. Bundesliga, als er beim 2:1-Sieg gegen die Würzburger Kickers in der Schlussphase eingewechselt wurde. Auch in der restlichen Saison stand er regelmäßig im Kader der Nürnberger und kam insbesondere an den letzten Spieltagen vermehrt zum Einsatz. Am Saisonende stand Shuranov bei 14 Zweitligaeinsätzen (5-mal von Beginn) und 5 Toren. Von den Fans wurde er zum Cluberer der Saison gewählt.
Nachdem Shuranov an den ersten 14 Spieltagen der Saison 2021/22 stets zum Einsatz gekommen war (8-mal von Beginn) und 4 Tore erzielt hatte, verlängerte er Ende November 2021 seinen Vertrag. In der Rückrunde der Saison kam er jedoch eher als Rotationsspieler zum Einsatz, dies änderte sich auch in der folgenden Saison nicht. Vor der Winterpause der Saison 2022/23 kam er nur in neun Partien in der Liga zum Einsatz und konnte keine einzige Torbeteiligung vorweisen. Trotzdem betonte Trainer Markus Weinzierl, weiterhin mit Shuranov zu planen. Doch auch in der zweiten Saisonhälfte kam er beim Club nicht wirklich zum Zug, unter Trainer Dieter Hecking stand er in einigen Spielen am Saisonende noch nicht einmal im Spieltagskader.
Zur Saison 2023/2024 wechselte Shuranov zum israelischen Rekordmeister Maccabi Haifa. Damit verließ er den Club nach über 13 Jahren endgültig. Dort wurde er direkt zu Saisonbeginn Rotationsspieler und kam regelmäßig zum Einsatz. Sein erstes Tor konnte er in der Qualifikation zur UEFA Champions League beim 2:1-Sieg gegen die Hamrun Spartans aus Malta erzielen. Auch in der Liga kam er nach seinem Debüt Anfang September regelmäßig zum Einsatz. Anfang Oktober 2023 zog er sich beim Spiel in der Europa League gegen Panathinaikos Athen jedoch einen Kreuzbandriss zu, wegen dem er operiert werden musste und die restliche Saison verletzungsbedingt verpasste. Allerdings schaffte er es danach nicht mehr, sich bei seinem Verein in Israel unter dem neuen Trainer Barak Bakhar zu rehabilitieren, und kam in der Saison 2024/25 nur in drei Ligaspielen zu Kurzeinsätzen.
Im Sommer 2025 wechselte er daraufhin zurück nach Deutschland zum Drittliga-Aufsteiger 1. FC Schweinfurt 05.

### In der Nationalmannschaft
Shuranov wurde 2018 erstmals in den Kader der ukrainischen U-17 Nationalmannschaft berufen. Dort gab er am 10. Oktober 2018 beim 2:2-Unentschieden gegen den Nachwuchs Islands sein Debüt. In den folgenden Partien gegen Gibraltar und Bosnien und Herzegowina konnte er je zwei Tore erzielen. In der Folge wurde er auch in die U-18 und U-19-Nationalmannschaft berufen. 2020 folgte eine Nominierung für Spiele der U-21-Nationalmannschaft der Ukraine, dort kam er jedoch zu keinem Einsatz.
Im Juli 2021 gab er nach einer Anfrage des DFB bekannt, in Zukunft für die deutschen Jugendnationalmannschaften zu spielen. Am 27. August 2021 wurde Shuranov von Stefan Kuntz für die deutsche U21-Nationalmannschaft nominiert, als er in den Kader für die EM-Qualifikationsspiele gegen San Marino und Lettland berufen wurde. Am 2. September 2021 gab er im Spiel in Serravalle gegen San Marino sein Debüt, als er in der 73. Minute für Jonathan Burkardt eingewechselt wurde. Auch in den folgenden Länderspielphasen Ende 2021 sowie im März 2022 wurde er in den Kader der U-21-Nationalmannschaft berufen, und kam auch regelmäßig zum Einsatz. Am 12. Oktober 2021 konnte er beim 5:1-Sieg gegen Ungarn sein erstes Tor erzielen, zusätzlich legte er ein Tor von Kevin Schade vor. Nachdem er im Verein allerdings nicht mehr so viel zum Zuge gekommen war, wurde er auch nicht mehr von der U-21-Nationalmannschaft nominiert. Stattdessen berief Trainer Hannes Wolf ihn im September 2022 erstmals in die U-20-Nationalmannschaft, für die er beim 2:1-Sieg gegen Polen am 23. September 2022 debütierte. Im November des Jahres wurde er erneut nominiert.

## Privates
Shuranov wurde als Sohn ukrainischer Eltern im fränkischen Bamberg geboren. Er besitzt neben der ukrainischen auch die deutsche Staatsangehörigkeit. In seinem Elternhaus wurde Russisch gesprochen.

## Erfolge
- Aufstieg in die A-Junioren-Bundesliga: 2020